# 七隈
七隈（ななくま）は、福岡県福岡市城南区にある地名。七隈1～8丁目、松山1、2丁目、金山団地など、旧早良郡原村大字七隈及びその周辺。地名の由来は、交通の要所であったことに由来する「七車」や、七つの小高い丘（隈）があったことによるとされるが、どちらも確かではない。
概ね住宅街である。また、福岡大学が立地し、近くには市民体育館やスーパーマーケットなども立地する。また2005年に開業した福岡市地下鉄七隈線（3号線）により、天神方面への移動も容易になった。福岡高速5号線・国道202号福岡外環状道路における唯一のトンネル部分となる福大トンネルがある。

## 歴史

### 町域の変遷
| 住居表示実施後           | 実施年月日         | 住居表示実施前（各大字の一部） |
| ------------------------ | ------------------ | ------------------------------ |
| 金山団地                 | 1968年（昭和43年） | 大字七隈                       |
| 七隈一丁目から七隈五丁目 | 1977年（昭和52年） | 大字七隈                       |
| 七隈六丁目から七隈八丁目 | 1982年（昭和57年） | 大字七隈・大字梅林・大字片江   |
| 松山一丁目から松山二丁目 | 1982年（昭和57年） | 大字七隈・大字片江             |

## 主な施設

### 学校
- 福岡大学
- 福岡市立七隈小学校
- 信明保育園

### スーパーマーケット
- 西鉄ストア七隈店
- グリーンコープ七隈店
- サニー七隈店

### 書店
- 黒木書店七隈店
- 金修堂書店福大前店
- ブック太郎七隈店

### 娯楽施設
- 七隈ファミリープラザ （ボウリング・バッティングセンター・ゴルフ練習場）
- ハイテクセガ七隈店

### 公園
- 西南杜の湖畔公園

### 銀行・郵便局
- 福岡銀行七隈支店
- 西日本シティ銀行七隈支店
- 福岡中央銀行七隈支店
- 福岡信用金庫七隈支店
- 福岡七隈郵便局

### 病院
- 福岡大学病院

### 警察署
- 城南警察署

## 交通

### 道路
- 福岡高速5号線
- 福岡外環状道路（福岡市道路愛称：平成外環通り）
- 福岡市道清水干隈線（福岡市道路愛称：福大通り）
- 福岡市道地行鳥飼七隈線（福岡市道路愛称：城南学園通り）
- 福岡県道49号大野城二丈線

### 電車・バス
- 福岡市地下鉄七隈線 - 金山駅、七隈駅、福大前駅
- 西鉄バス